# The Kinks' Greatest - Celluloid Heroes
The Kinks' Greatest - Celluloid Heroes is een verzamelalbum van de Britse rockband The Kinks uit 1976.

## Tracks
- "Everybody's a Star (Starmaker)"
- "Sitting in My Hotel"
- "Here Comes Yet Another Day"
- "Holiday"
- "Muswell Hillbilly"
- "Celluloid Heroes"
- "20th Century Man"
- "Sitting in the Midday Sun"
- "One of the Survivors"
- "Alcohol"
- "Skin and Bone"
- "(A) Face in the Crowd"

Opnamen: 1971 t/m 1974.
Mick Avory · Dave Davies · Ray Davies

John Dalton · Gordon Edwards · Ian Gibbons · John Gosling · Bob Henrit · Andy Pyle · Pete Quaife · Jim Rodford